# جسوربک اورتیبکوف
جسوربک اورتیبکوف (به انگلیسی: Jasurbek Ortikboev) یک کشتی‌گیر فرنگی‌کار اهل کشور ازبکستان است.
از افتخارات وی می‌توان به کسب دو مدال برنز قهرمانی کشتی جهان ۲۰۲۲ و قهرمانی کشتی جهان ۲۰۲۳ اشاره کرد.

## فعالیت حرفه‌ای

### قهرمانی کشتی جهان ۲۰۲۲
اورتیبکوف در وزن ۵۵ کیلوگرم کشتی فرنگی قهرمانی کشتی جهان ۲۰۲۲ بلگراد شرکت کرد، او در مسابقه اول رودیک مارتچیان از ارمنستان را مغلوب کرد اما در مسابقه بعد به نوگزاری تسورتسومیا از گرجستان باخت و با توجه به حضور این کشتی‌گیر در فینال، به دیدار شانس مجدد رفت. او در مرحله شانس مجدد مصطفی القادی از اردن را شکست داد و به دیدار رده‌بندی رسید. وی در این دیدار آمانگالی بکبولاتوف از قزاقستان را شکست داد و مدال برنز را بدست آورد.

### قهرمانی کشتی جهان ۲۰۲۳
اورتیبکوف در وزن ۵۵ کیلوگرم کشتی فرنگی قهرمانی کشتی جهان ۲۰۲۲ بلگراد شرکت کرد، او در مسابقه های اول و دوم آجی از هند و دنیس میهای از رومانی را شکست داد اما در نیمه نهایی به نوگزاری تسورتسومیا از گرجستان باخت و به دیدار رده‌بندی رفت. وی در دیدار رده‌بندی آرتیوم دلیانو از مولداوی را شکست داد و مدال برنز را بدست آورد.